# Bedlam (film)
Pour les articles homonymes, voir Bedlam.
Pour plus de détails, voir Fiche technique et Distribution.
Bedlam (titre original : Bedlam) est une série B d'horreur américaine, en noir et blanc, réalisée par Mark Robson et sortie en 1946. Ce film est resté célèbre pour avoir été produit et coécrit par Val Lewton, pour avoir Boris Karloff en tête d'affiche et pour avoir été inspiré par Le Libertin à Bedlam, un tableau de la série La Carrière d'un libertin de William Hogarth.

## Synopsis
En 1761, à Londres, Lord Mortimer, un homme riche et important, accompagné de sa jeune protégée Nell Bowen, assiste à un drame survenu à l'asile Bedlam : un des patients meurt sous ses yeux en essayant de s'échapper. Or, le défunt est en fait un ancien célèbre poète que Lord Mortimer admire. Le directeur de l'asile, Georges Sims, parvient à rassurer Lord Mortimer mais Nell n'est absolument pas convaincu par ses explications et le soupçonne d'avoir un comportement sadique envers ses patients.

## Fiche technique
- Titre : Bedlam
- Titre original : Bedlam
- Réalisation : Mark Robson
- Scénario : Val Lewton, Mark Robson, d'après Le Libertin à Bedlam, le 8e tableau de la série La Carrière d'un libertin de William Hogarth
- Photographie : Nicholas Musuraca
- Montage : Lyle Boyer
- Musique : Roy Webb
- Direction artistique : Albert S. D'Agostino, Walter E. Keller
- Décors : Darrell Silvera
- Costumes : Edward Stevenson
- Maquillage : Mel Berns (en)
- Effets spéciaux : Vernon L. Walker (en), Harold E. Stine
- Producteur : Val Lewton,
- Société de production : RKO Pictures
- Pays d'origine :  États-Unis
- Format : Noir et blanc — 35 mm — 1,37:1 — Son : Mono (RCA Sound System)
- Genre : Film dramatique, Film d'horreur
- Durée : 79 minutes
- Dates de sortie :
  - États-Unis : 10 mai 1946
  - Portugal : 7 mars 1949

## Distribution
- Boris Karloff (VF : Roger Carel) : Georges Sims
- Anna Lee : Nell Bowen
- Billy House : Lord Mortimer
- Richard Fraser : Hannay, le quakers tailleur de pierre
- Ian Wolfe : Sidney Long
- Jason Robards Sr. : Oliver Todd
- Elizabeth Russell : Mme Sims

Acteurs non crédités :
- Hamilton Camp : Pompéï
- Robert Clarke : Dan le chien
- Ellen Corby : la "reine des artichauds"
- Skelton Knaggs : Varney (non créditée)
- Tommy Noonan : un tailleur de pierre
- John Goldsworthy : le président de la commission d'enfermement
- Le perroquet Chico : Le perroquet de Nell Bowen

## Récompenses et distinctions

### Nominations
- Saturn Award 2006 :
  - Saturn Award de la meilleure collection DVD (au sein du coffret The Val Lewton Collection)
- Satellite Awards 2005 :
  - Satellite Award de la meilleure édition d'un classique en DVD (au sein du coffret The Val Lewton Collection)

## Autour de film
- Le film est imprégné de quakersisme. Richard Fraser, quakers et tailleur de pierre, y tenant un rôle basé sur les préceptes de la Société religieuse des Amis.
- La pochette du DVD RKO précise que le film a été censuré en Angleterre et n'est sorti en France qu'en 1974.